# Винце, Жигмонд
Жигмонд Винце  (венг. Zsigmond Vincze; 1 июля 1874, Сомбор, Австро-Венгрия  — 30 июня 1935, Будапешт) — венгерский композитор, дирижёр и пианист.

## Биография
После обучения в музыкальной школе Будапеште, начал свою карьеру в Дебрецене. Был аккомпаниатором на фортепиано для певцов. С 1894 года — концертмейстер оркестра Оперного театра. 
Позже служил дирижёром, позже был музыкальным директором Дебреценской оперы. 
С 1903 года до своей смерти был членом коллектива Королевского театра в Будапеште. 
Своего первого успеха достиг в 1909 году, затем в течение 20 лет продолжал сочинять ряд успешных музыкальных произведений.
Автор ряда популярных оперетт, с успехов шедших за рубежом (Дрезден, Вена). Его единственной опера была «Az erősebb» (1924). До Первой мировой войны в столичных кабаре звучало много песен на музыку Жигмонда Винце.

## Основные работы
- Tilos a csók - Будапешт, 1909
- Limonádé ezredes - Будапешт, 1912
- A cigánygrófné - Будапешт, 1920
- A hamburgi menyasszony - Будапешт, 1922
- Az erősebb - Будапешт, 1924
- Annabál - Будапешт, 1925 г.
- Huszárfogás - Будапешт, 1930